# Rock, Rock, Rock
Rock, Rock, Rock è un album discografico collettivo dei The Moonglows, di Chuck Berry e dei The Flamingos, pubblicato nel dicembre 1956. È il contributo dei tre artisti della Chess alla colonna sonora del film Rock, Rock, Rock! (in Italia uscito con il titolo Il re del rock and roll). 

## Tracce
LATO A
1. The Moonglows – I Knew From the Stars (testo: Milton Subotsky – musica: Glen Moore; edizioni musicali Snapper Music Inc. Publishing)
2. The Flamingos – Would I Be Crying (Glen Moore; edizioni musicali Snapper Music)
3. Chuck Berry – Maybellene (Chuck Berry; edizioni musicali Arc Music)
4. The Moonglows – Sincerely (Allan Freed, Harvey Fuqua; edizioni musicali Arc Music)
5. Chuck Berry – Thirty Days (Chuck Berry; edizioni musicali Arc Music)
6. The Flamingos – The Vow (George Motola, Horace Webb; edizioni musicali Arc Music)

LATO B
1. Chuck Berry – You Can't Catch Me (Chuck Berry; edizioni musicali Snapper Music)
2. The Moonglows – Over And Over Again (Al Weisman, Ben Weisman; edizioni musicali Snapper Music)
3. Chuck Berry – Roll Over Beethoven (Chuck Berry; edizioni musicali Arc Music)
4. The Flamingos – I'll Be Home (Ferdinand Washington, Stan Lewis; edizioni musicali Arc Music)
5. The Moonglows – See Saw (Charles Sutton, Harry Pratt, Roquel Davis; edizioni musicali Arc Music)
6. The Flamingos – A Kiss From Your Lips (Roquel Davis, Russ Fratto; edizioni musicali Arc Music)

## Singoli
- Maybellene/Wee Wee Hours
- Thirty Days/Together
- Roll Over Beethoven/Drifting Heart
- You Can't Catch Me/Havana Moon